# E.V. Ramaswami
Erode Venkatappa Ramasamy Naicker (ur. 17 września 1879, zm. 24 grudnia 1973) – indyjski działacz społeczny i polityk.

## Życiorys
Urodził się w pobożnej i majętnej rodzinie rzemieślników i kupców w Erode. Jego rodzina pochodziła z Karnataki. Wcześnie się ożenił, po czym udał się na pielgrzymkę po świętych miejscach hinduizmu. Doświadczenia, które przeżył podczas tej podróży, ukształtowały go na stałe. Do domu rodzinnego powrócił jako ateista, zażarcie krytykujący opartą na dominacji bramińskiej tradycyjną hierarchię, system kastowy, patriarchalne stosunki społeczne czy czczenie wizerunków. Wypływającej z tych poglądów działalności społecznej oddał się z zapałem, kontynuując ją aż do śmierci. Otwarcie opowiadał się za zezwoleniem na zawieranie ponownych związków małżeńskich przez owdowiałe kobiety. Postulował wprowadzenie prohibicji, ostro krytykował niedotykalność i wzywał do jej wyeliminowania.
Włączył się w działalność polityczną, został przewodniczącym rady miejskiej rodzinnego miasta. Zaangażował się w ruch biernego oporu zainicjowany przez Mahatmę Gandiego, odegrał istotną rolę w kampanii biernego oporu w Vaikkom. Wstąpił w szeregi Indyjskiego Kongresu Narodowego, w 1922 bliski był wyboru na przewodniczącego Komitetu Kongresu w prowincji madraskiej. Ostatecznie opuścił partię w związku z częstymi konfliktami z jej wysokastowymi bądź ściślej bramińskimi działaczami.
W 1925 zapoczątkował tak zwany ruch szacunku do samego siebie. Tym samym postawił sobie za cel walkę nie tyle z brytyjskim imperializmem co raczej z dominacją kast wyższych, zwłaszcza braminów. Wzywał do emancypacji ludów drawidyjskich, wyśmiewał hinduistyczne prawa religijne, związane z hinduizmem rytuały oraz przesiąknięty niesprawiedliwością porządek społeczny współczesnych sobie południowych regionów Indii. Krytykował też aryjską, północnoindyjską supremację nad drawidyjskim południem kraju.
Gorliwy obrońca językowej odrębności Tamilnadu. W 1937 wymusił na rządzie prowincjonalnym Madrasu wycofanie ustawy wprowadzającej język hindi jako przedmiot obowiązkowy do szkół. Od 1939 opowiadał się za niepodległością drawidyjskich regionów Indii, w ramach tak zwanego Dravida Nadu, federacji, w której miał zostać również zniesiony porządek kastowy. Popierał ruch na rzecz niepodległości Pakistanu. Nie udało mu się wszelako pozyskać poparcia Jinnaha i innych jego przywódców dla własnego projektu politycznego.
Autorytet, którym się cieszył, nie do końca przełożył się na sukces polityczny w ostatnich dekadach jego życia. Założona przezeń Federacja Drawidyjska (DK), powołana do życia w 1944, początkowo postrzegana była jako ważny instrument kulturowej odnowy i sprawiedliwości społecznej i jako taka cieszyła się ogromnym poparciem, zwłaszcza wśród Tamilów. Stopniowo jednakże rozmaite posunięcia Ramaswamiego podważyły jego zdolność do bezpośredniego, przywódczego wpływu na rzeczywistość polityczną. Kontrowersje wzbudzał wzmagający się autorytaryzm polityka, jak również jego pogardliwy stosunek do flagi i konstytucji Indii. Zawarte przezeń w 1948 drugie małżeństwo – z kobietą o kilka dekad młodszą – doprowadziło do rozłamu w szeregach DK. Grupa młodych, ambitnych działaczy odeszła z organizacji, tworząc w 1949 Drawidyjską Federację Postępu. Partia ta po latach zdołała wcielić w życie zdecydowaną większość politycznych postulatów Ramaswamiego, używając do tego środków pokojowych i demokratycznych oraz pozostając w strukturach państwa indyjskiego.
Ramaswami znany był z prowokacyjnego stylu działania. Nakładał girlandy stworzone z butów na posągi Ramy, przecinał święte bramińskie sznury, potrafił również publicznie upokarzać braminów używając wobec nich przemocy fizycznej. Wywarł ogromny wpływ na życie społeczno-polityczne Tamilnadu. Do dziś budzi skrajne emocje, od miłości oraz głębokiego oddania po nienawiść. Uznawany za ikonę, pozostaje największym symbolem ruchu drawidyjskiego. Pisarka i działaczka społeczna Neelambikai Ammaiyar w uznaniu jego roli w walce o prawa kobiet przyznała mu w 1937 tytuł periyar, pod którym znany jest on do dziś. Tytuł ten można przetłumaczyć zasadniczo jako wielki mędrzec.